# Muzeul de Vânătoare „August von Spiess”
Muzeul de Vânătoare „August von Spiess” este un muzeu național din Sibiu, amplasat în Str. Școala de Înot nr. 4. Clădirea muzeului a fost construită pe la începutul secolului XX, cu destinația de locuință, de către colonelul August von Spiess, fost maestru de vânătoare al Curții Regale a României. În 1975, după plecarea definitivă în Germania a succesorilor proprietarului, a fost trecută în proprietatea statului român, iar în 1976 în administrarea Muzeului Brukenthal. Primul nucleu al colecțiilor muzeale l-a constituit colecția cinegetică a Societății Ardelene pentru Științe Naturale din Sibiu. La aceasta s-au adăugat ulterior „Colecția Emil Witting” (1741-1787) și colecția Spiess (peste 1000 de bunuri), precum și obiecte specifice de proveniență diversă. Patrimoniul cinegetic al muzeului cuprinde: vânat cu păr - 1202 piese, vânat cu pene - 150 piese, materiale complementare (arme, instrumente și accesorii de vânătoare). Cea mai mare parte a trofeelor a fost recoltată în perioada interbelică, dar există și piese recoltate la sfârșitul secolului al XIX-lea. Ele provin din Carpații României, iar multe dintre acestea au fost medaliate la expoziții și concursuri naționale și internaționale. Colecția mai cuprinde și trofee exotice, precum și arme africane de vânătoare care constituie un punct de atracție aparte al muzeului. La ora actuală, patrimoniul muzeal numără cca. 1.600 piese, unele cu o vechime de peste 100 de ani, achiziționate de la colecționari sau provenite din donații acumulate începând cu sfârșitul secolului al XIX-lea.
Clădirea muzeului a fost construită la sfârșitul secolului al XIX- lea, fiind locuința colonelului August von Spiess, fost maestru de vânătoare al Curții Regale.
În perioada 2007-2007, clădirea a fost restaurată și muzeul a fost restructurat. A fost redeschis la 25 februarie 2007 sub denumirea „Muzeul de arme și trofee de vânătoare August-von-Spiess”.